# Masouleh
Masouleh este un oraș din provincia Gilan, Iran.